# 吳信璋
（1978年01月1日—），華語流行音樂製作人、作詞人，作曲人、動靜樂團主唱，藝名「小無」，臺灣台北人。

## 簡介
吳信璋（1978年1月1日—）綽號小無，台灣知名創作搖滾樂團之一，創作人、製作人、動靜樂團主唱，動靜音樂製作、動靜唱片創辦人，奧汀整合行銷傳播股份有限公司董事，李久恒醫美中心股東之一，基隆維德醫院股東之一，Swiio Hotel 20輪旅店股東之一，其父親為知名廣播人，50年代台語歌手吳青陽，代表作基隆山之戀原唱者。

## 生平
吳信璋（小無）2000年承接五月天練團室［樂風］經營有聲有色、並藴育出不少音樂人。庾澄慶來此練團時，吉他老師李庭匡引薦、由當時最大實體唱片通路商簽下，成為第一組公司藝人，並在2002年，以二人組合樂團「動靜」身分發行首張同名專輯《動靜》，擔任主唱，隔年投入本土天王吳宗憲旗下阿爾發、嘉瑪音樂擔任製作人。2005年在北市延吉街，一手創建 動靜練團室，是當時許多音樂人、樂團搖籃、如..MP魔幻力量、螺絲釘樂團..等等，同年加盟滾石唱片，以全新五人組合《動靜樂團》，創下當月發行二張專輯《相信未來》、《超越命運》之雙專輯，擔任主唱。專輯內歌曲多為其作詞，同時擔任多首華語歌曲之作詞人，與于京延、吳宗憲等知名音樂人合作。同時跨足演藝活動，地產，飯店，醫療，超跑，電子等多項事業。在2008年成立動靜音樂製作公司（唱片公司），於2016年發行魏如昀第二張個人專輯《所謂如昀》。
2018年發行魏如昀首波EP,彩妝代言歌曲《美的妳》。
2019年發行魏如昀首波EP,德國音響大廠聯名主題曲《深愛著》

## 音樂專輯
- 2002年《動靜》
- 2005年《相信未來》
- 2005年《超越命運之熱血江湖》

## 音樂作品
- 動靜《動靜》

1. 《靜觀其變》 / 主唱、作詞
2. 《因為我是真的愛你》 / 主唱、作詞
3. 《分手以後》 / 主唱、作詞
4. 《暗示》 / 主唱、作詞、作曲
5. 《車票》 / 主唱、作詞
6. 《無解》 / 主唱、作詞、作曲
7. 《怕你走了》 / 主唱、作詞
8. 《愛你想你》 / 主唱、作詞
9. 《相片電影》 / 主唱、作詞
10. 《動靜》 / 主唱、作詞

- 動靜樂團 《相信未來》

1. 《相信未來》 / 主唱、作詞
2. 《水中影》 / 主唱、作詞
3. 《變臉》 / 主唱、作詞
4. 《摩天輪》 / 主唱、作詞
5. 《夢想戰場》 / 主唱、作詞
6. 《還你自由》 / 主唱、作詞
7. 《飯》 / 主唱、作詞
8. 《命運》 / 主唱、作詞
9. 《放心不下》韓劇「對不起我愛你」片尾曲 / 主唱、作詞
10. 《寶貝》 / 主唱、作詞

- 吳宗憲

1. 《窗外》 / 作詞
2. 《未來》 / 作詞
3. 《家常便飯》 / 作詞
4. 《重見天日》「線上遊戲主題曲」 / 作詞

- 魏如昀 /2018年

1. 《美的你》「國際彩妝品牌代言歌曲」 / 作詞

- 魏如昀 /2019年

1. 《深愛著》「德國音響大廠品牌代言歌曲」 / 作詞

- 動靜 /2019年

1. 《從小到大》「 三立電視 網紅的瘋狂世界  插曲]]」 / 作詞

- 馬曉安 /2019年

1. 《不要回頭》「 三立電視 網紅的瘋狂世界  插曲]]」 / 作詞

- 程依禾 /2020年

1. 《倒影》「 EVATAR Co.,LTD 大劍M  代言歌曲]]」 / 男音合唱

- 動靜樂團 /2020年

1. 《新相信未來》/作詞、作曲、主唱

君臨天下  代言歌曲]]」
「 動靜音樂xEVATAR Co.,LTD 
/ 樂團主唱

## 廣告代言
- 2005年黑松沙士年度主題曲《夢想戰場》
- 第一代「熱血江湖Online」線上遊戲代言人，主題曲《命運》